# Frövi
Frövi – miejscowość (tätort) położona na terenie gminy Lindesberg w regionie administracyjnym Örebro w Szwecji.

## Opis
Miejscowość leży ok. 10 kilometrów na południe od Lindesbergu, nad rzeką Arbogaån. 29 sierpnia 1857 roku uruchomiono z Frövi połączenie kolejowe, obsługiwane przez towarzystwo kolejowe: "Köping-Hults Järnväg", które stanowiło fragment trasy Örebro–Frövi–Arboga. 16 listopada 1871 roku wraz z otwarciem przez "Svenska Centralbanan" połączenia kolejowego: Frövi–Ludvika, miejscowość awansowała do rangi kolejowego węzła komunikacyjnego. W 1874 otwarto istniejący do dzisiaj dworzec kolejowy. Obiekt od 2008 roku jest własnością prywatną. 
Największym pracodawcą jest założona pod koniec XIX wieku fabryka papieru: "Papierfabrik Frövifors", która obecnie jest częścią koncernu: "BillerudKorsnäs AB". Kiedy w latach 70. XX wieku wybudowano nowe obiekty na terenie fabryki, poprzednie zabudowania fabryczne zachowano i przekształcono w muzeum.